# Stuurdemper
Een stuurdemper is een inrichting op een voertuig die een ongecontroleerde en ongewenste oscillatie van het (de) voorwiel(en) van het voertuig tegengaat. Een dergelijke beweging (shimmy of wobble) kan door verschillende oorzaken ontstaan. 

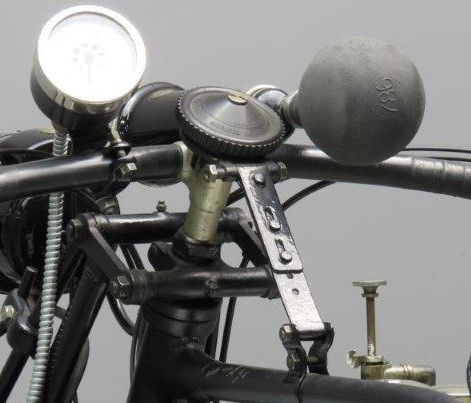
Frictiedemper op een Norton Model 16H uit 1925

Stuurdempers worden toegepast op auto's, motorfietsen, fietsen en vliegtuigen. De stuurdemper wordt aan één kant afgesteund op een vast punt (niet sturend) van het voertuig, zoals de vooras, de wielophanging of het frame, aan de andere kant op een van de sturende elementen, zoals fusee-armen, stuurstang, de voorvork of een van de kroonplaten. Meestal werken ze hydraulisch, zoals een schokdemper, soms elektronisch of pneumatisch en combinaties zijn ook mogelijk. In het verleden werden frictiedempers vaak standaard gemonteerd op motorfietsen omdat ze ook als zijspantrekker werden ingezet. Stuurdempers werkten in het verleden het sturen tegen omdat ze weerstand tijdens het draaien veroorzaakten. Tegenwoordig is dat probleem minder groot, enerzijds omdat auto's zijn voorzien van stuurbekrachtiging, anderzijds omdat de stuurdempers tegenwoordig meer weerstand bieden als de voertuigsnelheid hoger is of wanneer de frequentie van de oscillatie groter wordt en bij lage snelheid vrijwel niet meer werken. 

## Auto's
Auto's kunnen last krijgen van ongecontroleerde stuurbewegingen die shimmy worden genoemd. Shimmy is snelheidsgerelateerd en kan worden opgelost door snelheid terug te nemen maar ook door gas te geven. Hoewel stuurdempers op veel "normale" auto's worden toegepast, kan het probleem vooral ontstaan op terreinvaardige auto's die met terreinbanden zijn uitgerust en op de verharde weg worden gebruikt. 

## Motorfietsen
Bij motorfietsen zijn de oorzaken van ongewenste stuurbewegingen legio. In het verleden was een stuurdemper vaak nodig omdat de frametechnologie niet toereikend was om een motorfiets bij alle snelheden strak rechtdoor te laten gaan. In de jaren tachtig waren de frames weliswaar veel beter, maar ontstonden er nieuwe problemen, die allemaal op hetzelfde neerkwamen: een "licht" voorwiel. Dit ontstond bij sportmotoren die onder acceleratie veel meer druk op het achterwiel dan op het voorwiel zetten, maar ook bij customs, waarbij de rijder min of meer achterover zat en een passagier het probleem nog kon vergroten. Ook een topkoffer kan bij een motorfiets de kans op wobble verhogen, niet alleen door het gewicht van de lading, maar vooral door de rijwind die de koffer raakt en de motorfiets instabiel maakt. De korte wielbasis van een sportmotor en het oversteken van terreinsporen bij terreinmotoren veroorzaken ook instabiliteit. Dergelijke motorfietsen zijn van fabriekswege van een stuurdemper voorzien. 

## Afbeeldingen

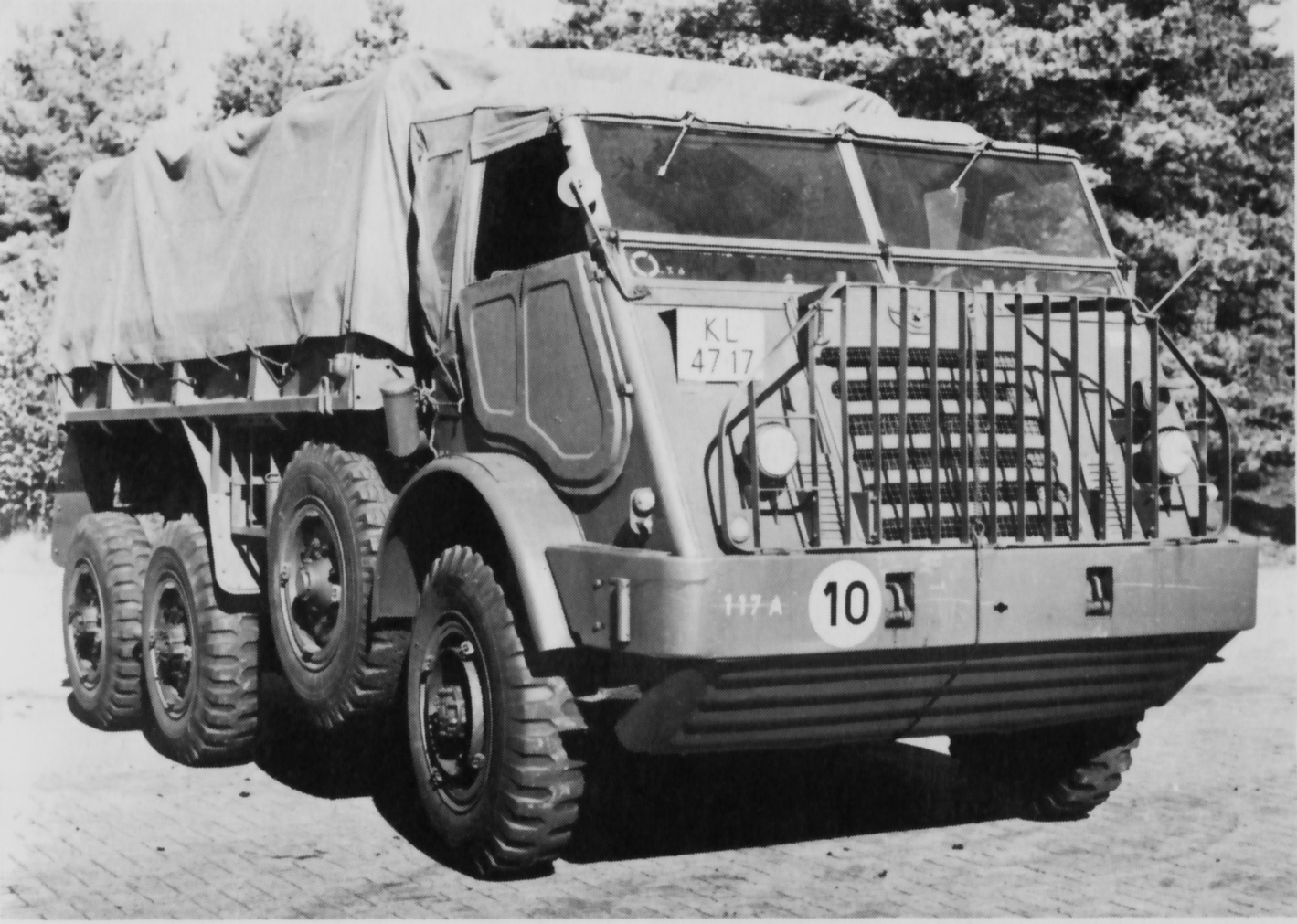
De DAF YA-328, door speling in de stuurinrichting in combinatie met de terreinbanden een notoire "shimmyer".
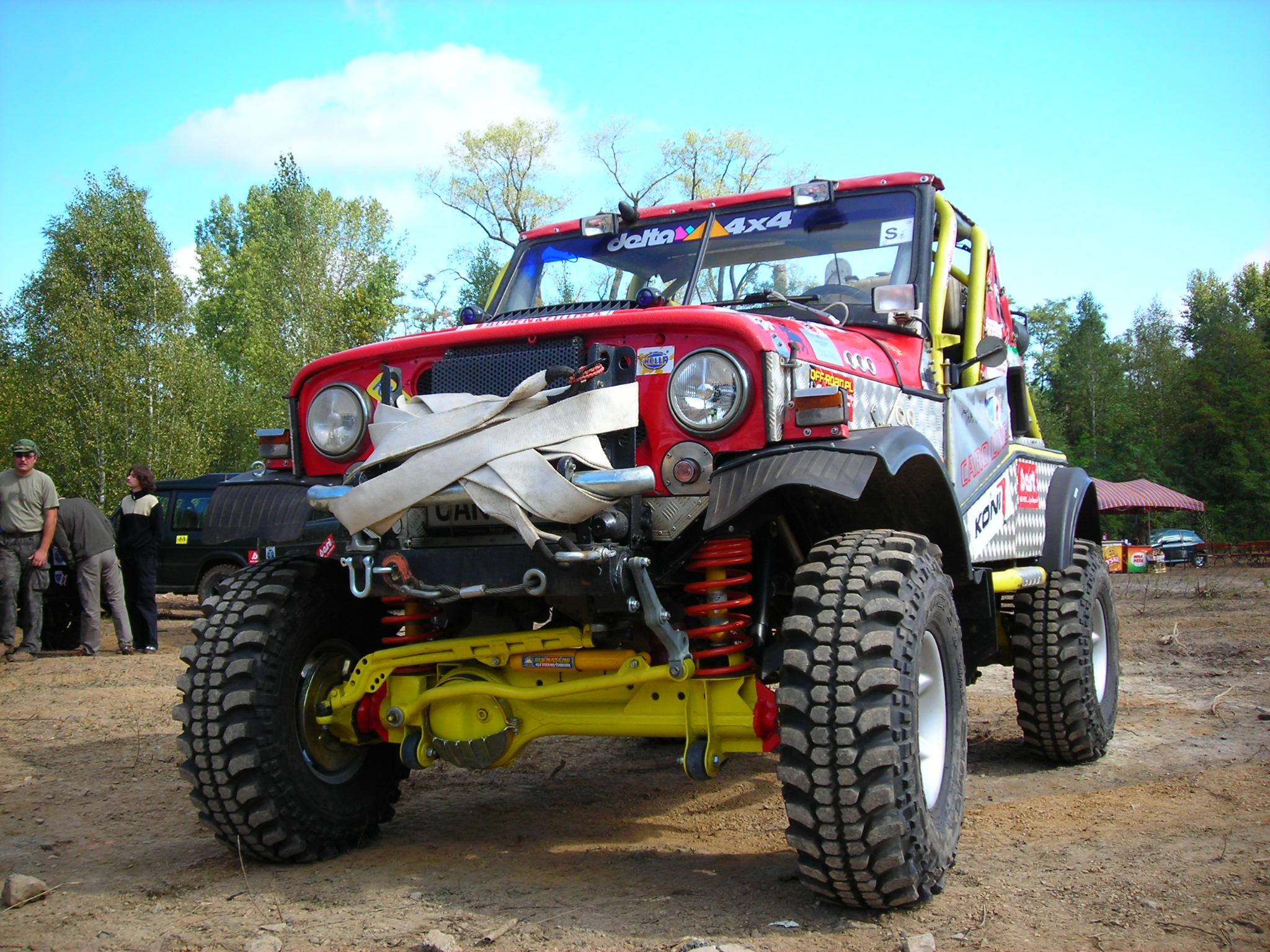
De stuurdemper op deze terreinauto is iets donkerder geel dan de rest van de stuurinrichting
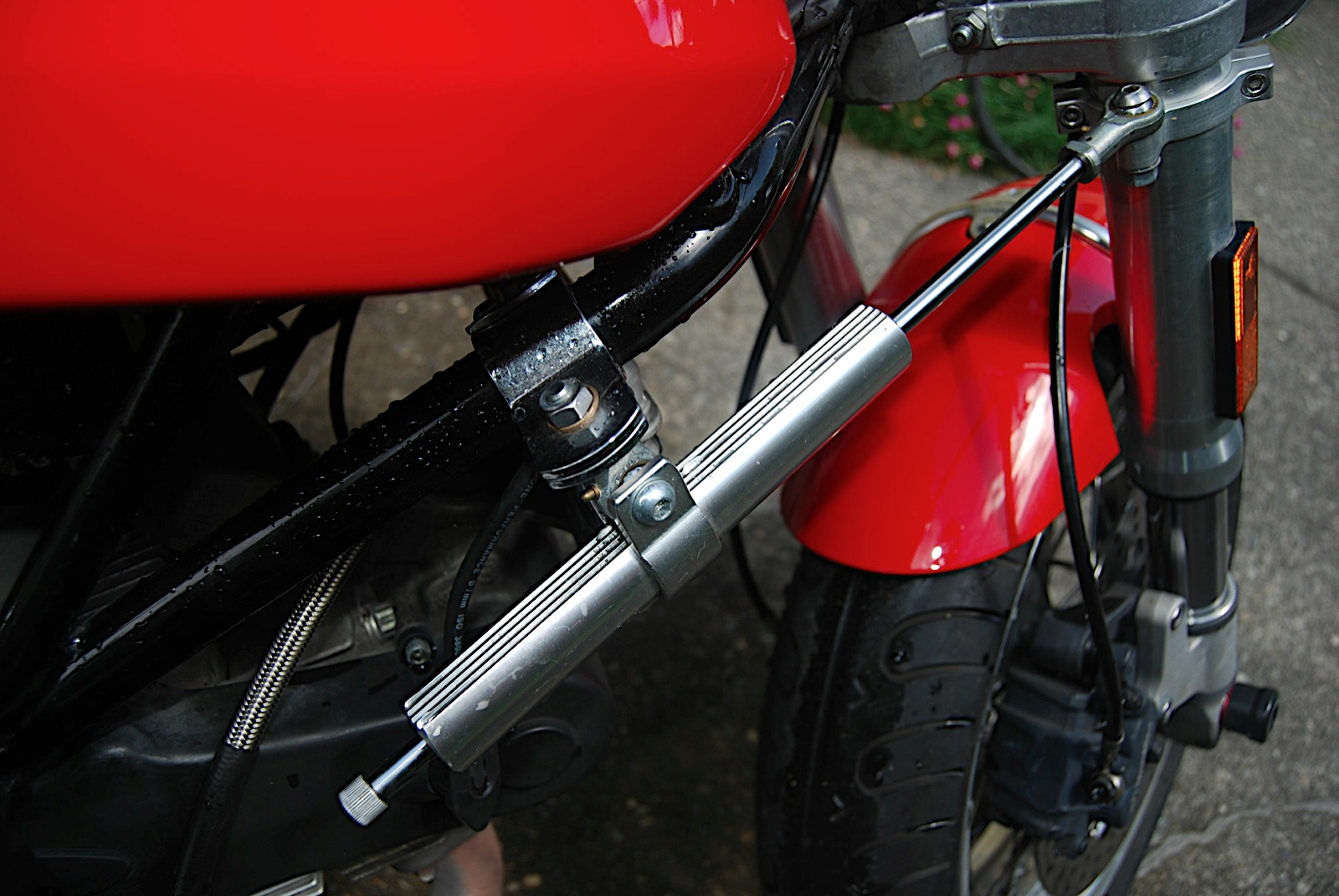
Aftermarket stuurdemper, gemonteerd op het frame en de voorvork
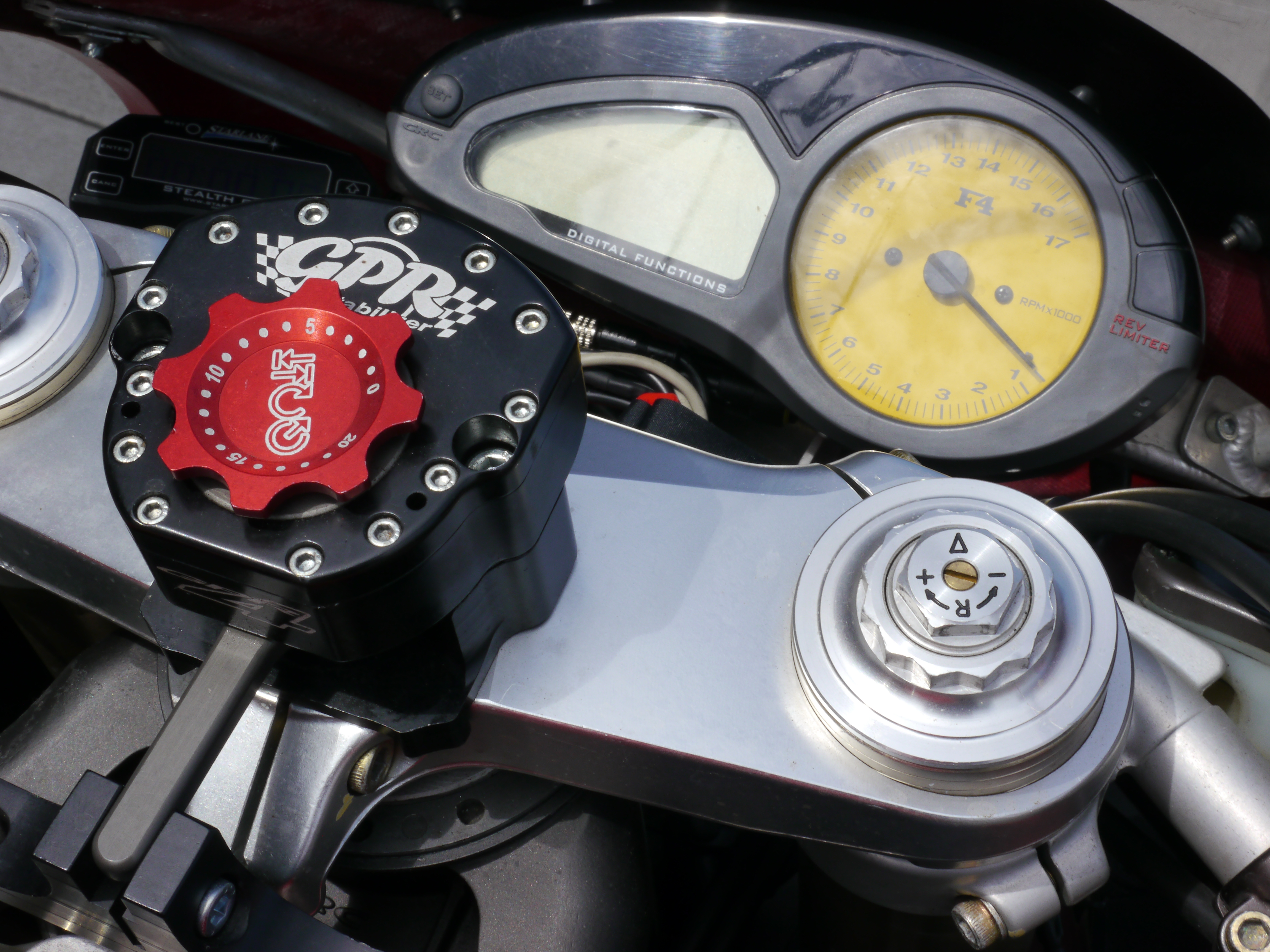
Aftermarket roterende stuurdemper op de kroonplaat van een MV Agusta
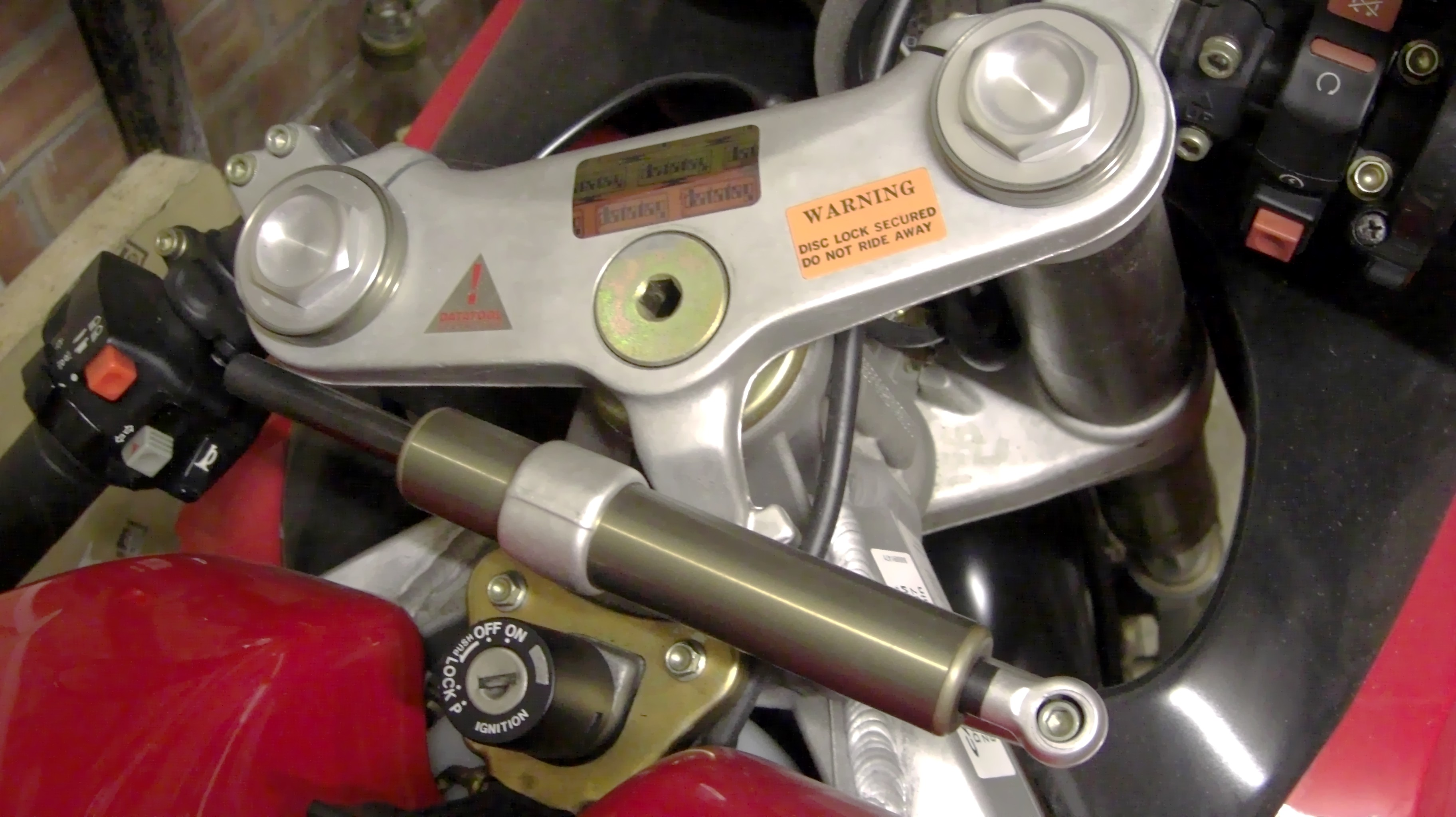
Stuurdemper op de kroonplaat van een motorfiets
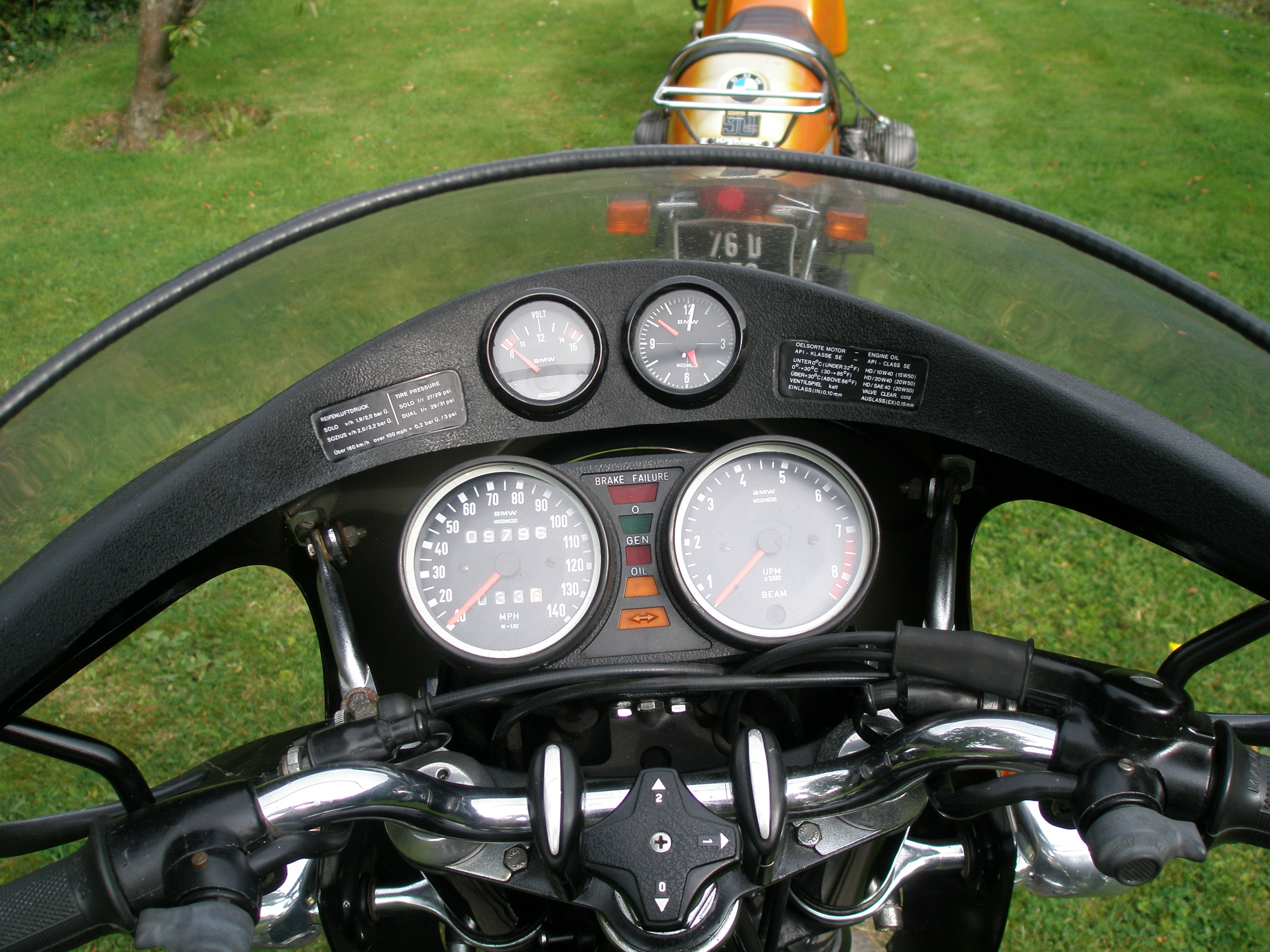
De storende werking van de stuurdemper bij lage snelheden loste BMW op door een draaiknop op het stuur: Stand "0"=geen werking, stand "1"= minimale werking, stand "2"= maximale werking
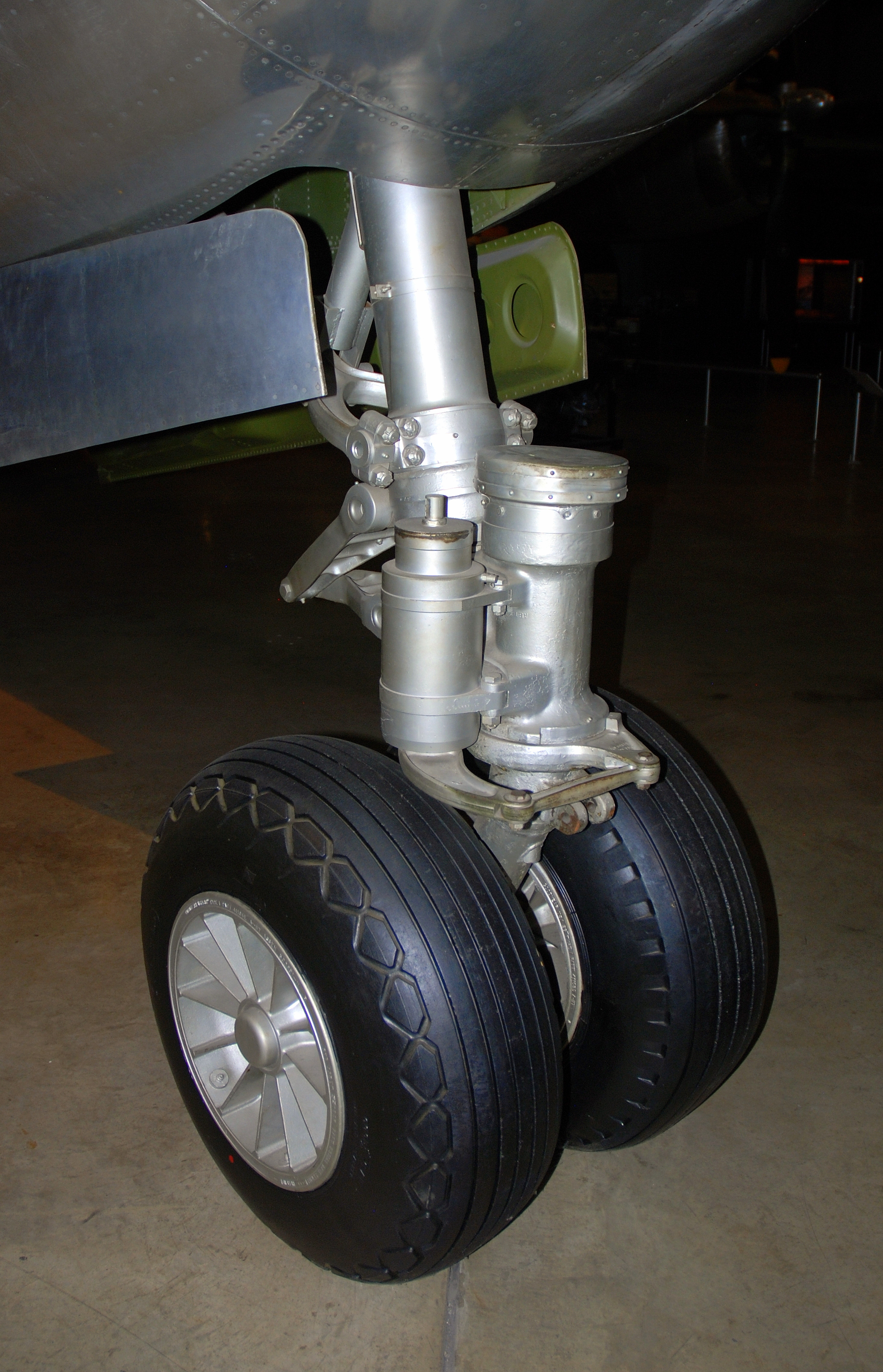
Houde Engineering shimmy damper (de kleine cilinder) op een Boeing B-29
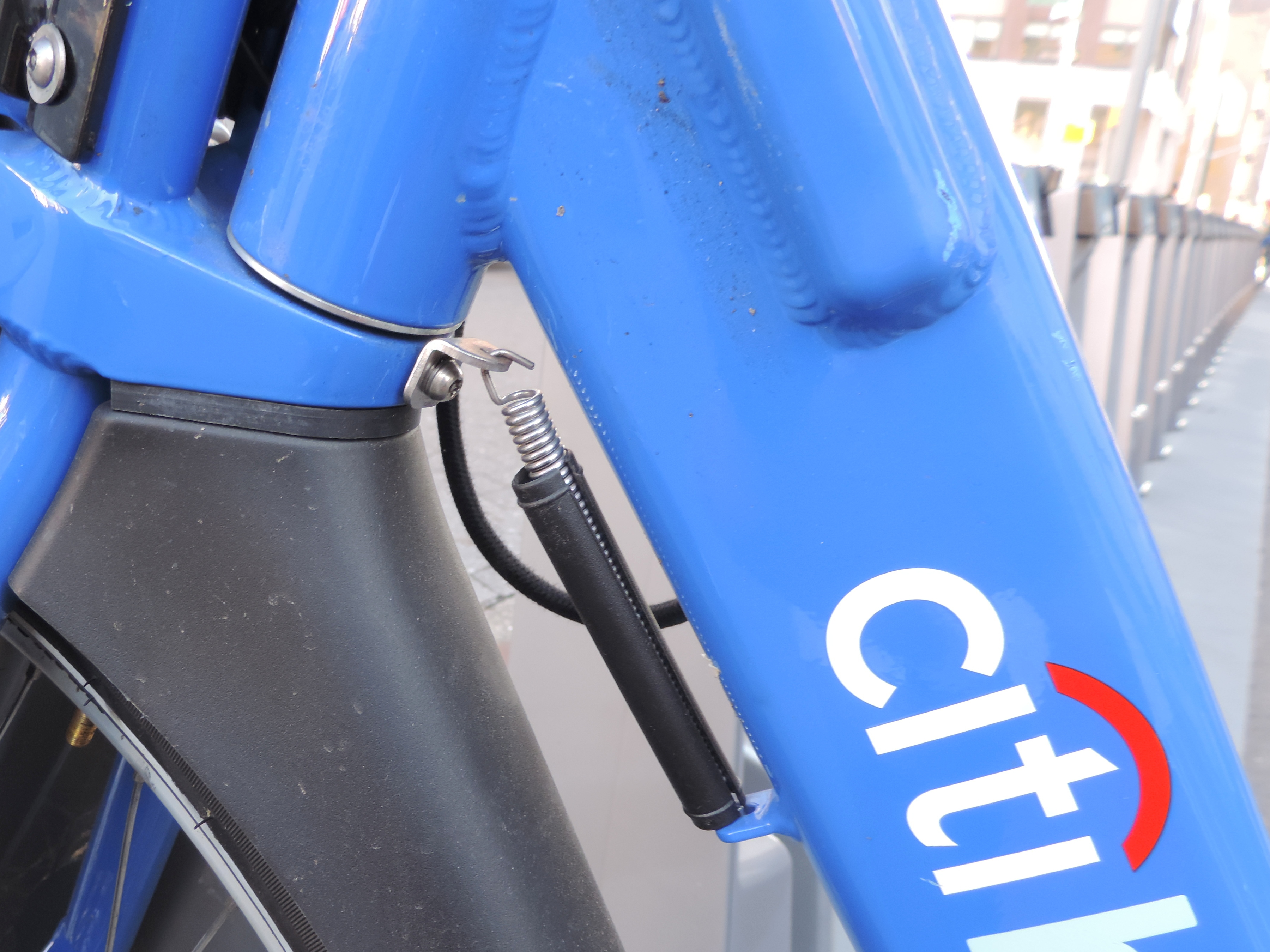
Stuurdemper op een fiets
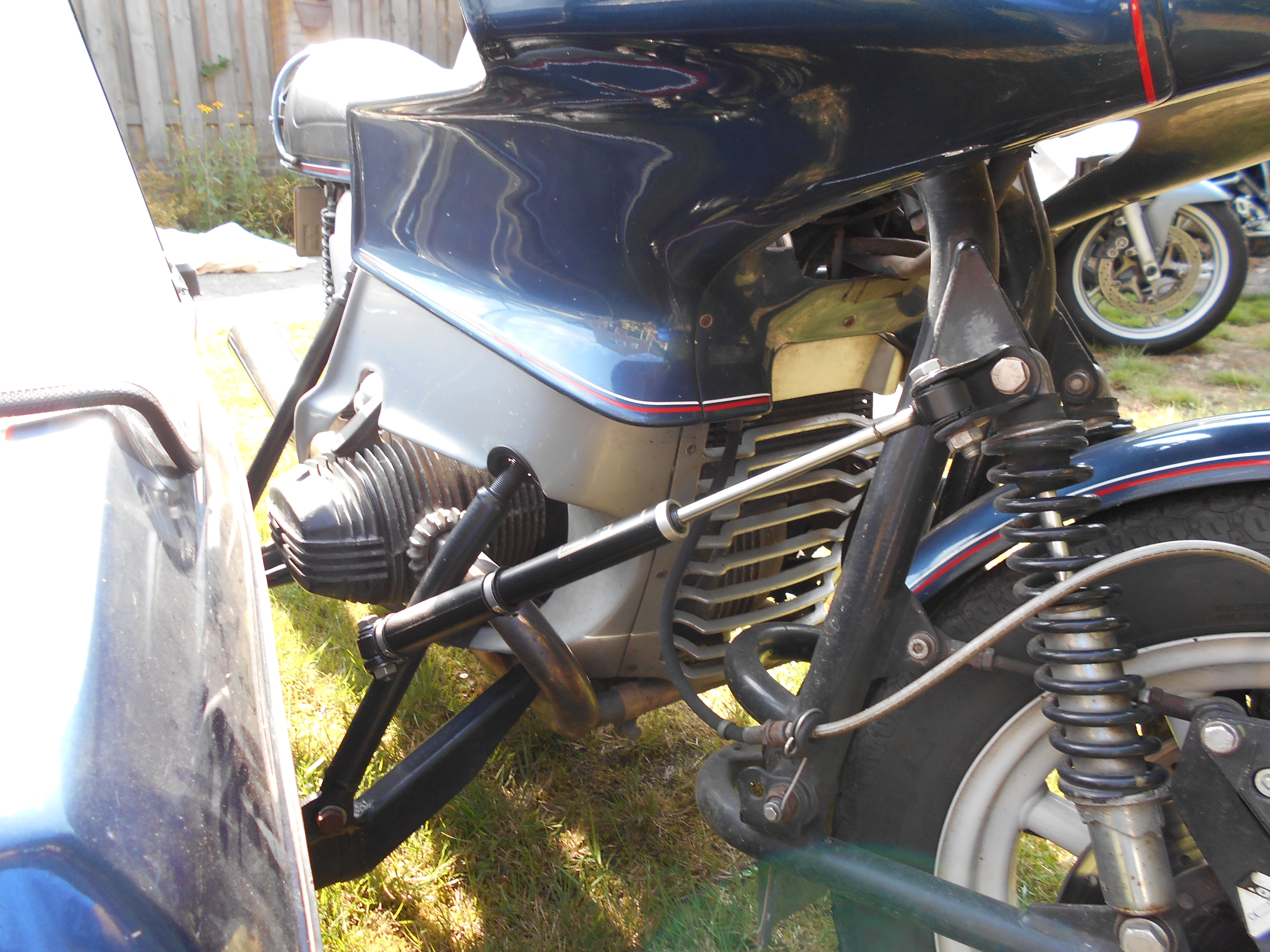
Stuurdemper op een zijspancombinatie